# Vedran Ćorluka
Vedran Ćorluka, hrvaški nogometaš, * 5. februar 1986, Derventa, Jugoslavija.
Ćorluka je nekdanji nogometaš, ki je nazadnje igral za Lokomotivo Moskva.  Nogomet je Vedran začel igrati v nogometnem klubu Dinamo iz Zagreba, prvo profesionalno pogodbo pa je podpisal leta 2003. Po dobrih predstavah v hrvaški prvi ligi je Ćorluka 2. avgusta 2007 podpisal pogodbo z Manchester Cityjem za uradno neznano vsoto. Hrvaški viri so takrat poročali, da je bila petletna pogodba pogodba vredna okoli 8 milijonov funtov.